# О’Рурк, Бето
Ро́берт Фрэ́нсис (Бе́то) О’Рурк (англ. Robert Francis "Beto" O'Rourke) — государственный и политический деятель Соединенных Штатов Америки.

## Ранняя жизнь
Родился 26 сентября 1972 года в городе Эль-Пасо, штат Техас в семье Пэта О’Рурка (1942—2001) и Мелиссы О’Рурк (в девичестве Вильямс).
Отец Бето Пэт долгое время работал судьей в Эль-Пасо, был помощником губернатора Техаса Марка Уайта, возглавлял в Техасе президентские кампании кандидата в президенты США Джесси Джексона в 1984 и в 1988 годах. В начале 1990-х сменил партийную принадлежность и несколько раз неудачно участвовал в выборах. Погиб в результате несчастного случая. Мать Бето Мелисса, приемная дочь министра ВМС США в 1962-63 гг. Фреда Корта, владела крупным мебельным магазином в Эль-Пасо, который закрыла в 2017 году.
После окончания средней школы в Эль-Пасо, Бето О’Рурк продолжил обучение в Колумбийском университете. Получив степень бакалавра искусств по английской литературе, Бето вернулся в родной город.
В 1990-е годы привлекался к уголовной ответственности за кражу со взломом на территории Университета Техаса в Эль-Пасо, а также был арестован за вождение автомобиля в нетрезвом виде, но в обоих случаях остался на свободе.

## Карьера
В 1999 году Бето О’Рурк вместе с друзьями основал интернет-компанию Stanton Street Technology.
С 2005 по 2011 год входил в городской совет Эль-Пасо.
3 января 2013 года стал членом Палаты представителей США от 16-го избирательного округа Техаса. В январе 2017 года Бето О’Рурк высказался против идеи президента США Дональда Трампа о введении 20-процентного налога на товары из Мексики, так как это крайне негативно скажется на Эль-Пасо, где каждый четвёртый житель связан с торговлей с этой соседней страной.
На выборах 2018 года был кандидатом Демократической партии США на пост сенатора от штата Техас, с 48,3 % проиграл действующему сенатору, республиканцу Теду Крузу с 50,9 %.
14 марта 2019 года заявил о своём намерении баллотироваться на пост президента США в 2020 году.
15 ноября 2021 года О’Рурк объявил о своей кандидатуре на пост губернатора Техаса на губернаторских выборах 2022 года. Во время своего видеоролика с объявлением О’Рурк назвал энергетический кризис в Техасе в 2021 году «симптомом гораздо более серьёзной проблемы».

## Личная жизнь
24 сентября 2005 года О’Рурк женился на Эми Хувер Сандерс, дочери Луанн и предпринимателя-девелопера Уильяма Сандерса. Свадьба прошла на ранчо её родителей в Лейми (округ Санта-Фе, штат Нью-Мексико). Уильям Сандерс ранее встречался с матерью О’Рурка и познакомил её с отцом О’Рурка. Пара вместе с тремя детьми живёт в Эль-Пасо.
О’Рурк всю жизнь является католиком, но публично высказывал несогласие с церковной доктриной, в том числе относительно отказа признавать однополые браки. Хорошо владеет двумя языками: английским и испанским.